# 松浦敖曼介
松浦敖曼介（学名：Normanicythere sogwipoensis）为粗面介科敖曼介屬下的一个种。